# Sonnenfinsternis vom 23. September 1093
Die Sonnenfinsternis vom 23. September 1093 war eine in Teilen Mitteleuropas sichtbare ringförmige Sonnenfinsternis, von der einige Nachrichten überliefert sind.
- Während der Sonnenfinsternis wurde ein Drache gesehen (et Draco visus est).[1] Der Disibodenberger Abt Dodechinus schrieb in seinen Anmerkungen zur Chronik des Marianus Scotus: „Es gab eine Sonnenfinsternis zur dritten Stunde des Tages, und ein großer Drache wurde gesehen“ (Eclipsis solis facta est tertia hora diei, & Draco magnus visus est).[2][3] Mit den gleichen Worten beschrieb der Kompilator Sifridus de Balnhusin die Finsternis.[4][5]
- Während der Sonnenfinsternis starb im Kloster Niedernburg in Passau der Bischof Gregorius von Armenien.[6]
- Auf die Sonnenfinsternis folgte Sterben, Pest und Hungersnot in Sachsen (ubique mortalitas, pestilentiae et fames per loca in Saxonia).[7]
- An der Sonnenfinsternis richtete der Computist Gerlandus seinen Computus Gerlandi aus. Hätte sich Gerlands Zählung durchgesetzt, würde man das Jahr 2013 als 2006 zählen.[8]

## Belege
1. ↑  Christian Kuß: Jahrbuch denkwürdiger Naturereignisse in den Herzogthümern Schleswig und Holstein vom elften bis zum siebzehnten Jahrhundert, Teil 1, Altona 1825, S. 3. Online
2. ↑  Johannes Pistorius: In quo ad Reginonem, Herm. Contractum, Lamb. Schafnaburgensem, Marianum Scotum, Sigebertum, & Sifridum ..., Frankfurt: Marnius 1613, Band 1, S. 461. Online
3. ↑  Johannes Pistorius, Neuausgabe durch Burkhard Gotthelf Struve: Rerum Germanicarum scriptores aliquot insignes, qui historiam et res gestas Germanorum medii potissimum aevi, inde a Carolo M. ad Carolum V usqve, per annales litteris consignarunt, Regensburg: Joannis Conradi Peezii 1726, Band 1, S. 662. Online als Google eBook
4. ↑  Johannes Pistorius: In quo ad Reginonem, Herm. Contractum, Lamb. Schafnaburgensem, Marianum Scotum, Sigebertum, & Sifridum ..., Frankfurt: Marnius 1613, Band 1, S. 692. Online
5. ↑  Johannes Pistorius, Neuausgabe durch Burkhard Gotthelf Struve: Rerum Germanicarum scriptores aliquot insignes, qui historiam et res gestas Germanorum medii potissimum aevi, inde a Carolo M. ad Carolum V usqve, per annales litteris consignarunt, Regensburg: Joannis Conradi Peezii 1726, Band 1, S. 1038. Online als Google eBook
6. ↑  Gregorius von Armenien bei regiowiki (Memento vom 24. Oktober 2013 im Internet Archive)
7. ↑  Georg Heinrich Pertz u. a. (Hrsg.): Scriptores (in Folio) 3: Annales, chronica et historiae aevi Saxonici. Hannover 1839, S. 134 (Monumenta Germaniae Historica, Digitalisat) Zeile 18
8. ↑  Computus Gerlandi bei steiner-verlag.de